# 이보촌 (효고현)
이보촌(揖保村)은 효고현 이보군에 설치되었던 촌이다. 1951년에 다쓰노정, 잇사이촌, 가미오카촌, 혼다촌과 합병에 의해 다쓰노시가 되어 소멸하였다

## 역사
- 1889년 4월 1일 - 정촌제 시행에 의해 잇토군 이보촌이 성립하였다.
- 1896년 4월 1일 - 이보군이 성립하여, 소속이 변경되었다.
- 1948년 4월 1일 - 다쓰노정, 잇사이촌, 가미오카촌,혼다촌과 합병해 다쓰노시가 성립하여, 동일 이보촌은 폐지되었다.